# Kuwaitisch-osttimoresische Beziehungen
Die kuwaitisch-osttimoresischen Beziehungen beschreiben das zwischenstaatliche Verhältnis von Osttimor und Kuwait.

## Geschichte
Mit Kuwait hat Osttimor in den Jahren seit seiner Unabhängigkeit deutlich mehr Kontakte gehabt, als mit den meisten anderen Golfstaaten. Zwar wird die Besetzung Kuwaits durch den Irak und die Besetzung Osttimors durch Indonesien manchmal verglichen, doch gibt es deutliche Unterschiede in der jeweiligen Vorgeschichte und vor allem im späteren Verlauf. Der Eingriff der USA und der Vereinten Nationen im Zweiten Golfkrieg 1990 schürte die Hoffnung vieler Osttimoresen auf Unterstützung in ihrem Unabhängigkeitskampf, die sich aber bis 1999 nicht erfüllte. Bei beiden Invasionen wurden die Prinzipien der Selbstbestimmung der Völker und der Unverletzlichkeit der Territorien verletzt. Obwohl die Exilregierung Osttimors 1990 nur Beobachterstatus bei den Vereinten Nationen hatte, verurteilte sie als eine der ersten die irakische Invasion und unterstützte Kuwait, was von dem arabischen Land zur Kenntnis genommen wurde.
Der kuwaitische Botschafter in Indonesien Mohammed Fathil Khalaf war bei den Unabhängigkeitsfeierlichkeiten Osttimors am 20. Mai 2002 anwesend.
Am 30. Dezember 2003 unterzeichneten die beiden Staaten ein Protokoll über die Aufnahme diplomatischer Beziehungen über den Austausch von Botschaftern. 2004 nahm Kuwait an einer Geberkonferenz in Dili teil. Noch im Mai desselben Jahres besuchte Osttimors arabischstämmiger Premierminister Marí Alkatiri Kuwait. Besuche des Außenministers José Ramos-Horta und des Innenministers Rogério Lobato folgten. Der kuwaitische Rote Halbmond errichtete 2005 eine Entsalzungsanlage im Wert von 600.000 US-Dollar.
2006 besuchte José Ramos-Horta (nun Premierminister) Kuwait und unterzeichnete mehrere Absichtserklärungen zur Wirtschaftsförderung und strategischen Partnerschaft mit Kuwait. Unter anderem betraf das die Bereiche Erdöl, Bankenwesen und Tourismus in Osttimor. Nach den Unruhen in Osttimor entsandte Kuwait im August Medikamente, komplette Ambulanzfahrzeuge, eine medizinische Einheit Decken und andere Hilfsgüter. Im Dezember vereinbarten die beiden Staaten die Schaffung der East Timor Trading Company (ETTC), die zu hundert Prozent Kuwait gehören sollte, deren Gewinne aber zu 30 Prozent an Osttimor gehen sollten. Das Joint Venture sollte ein Tankstellennetz in Osttimor aufbauen und es mindestens zehn Jahre betreiben. Allerdings kam es zu keiner Umsetzung der Pläne.
Am 1. Juni 2007 fand mit ein Besuch von Nasir al-Muhammad al-Ahmad as-Sabah, des Premierministers von Kuwait, in Dili statt. Der Premierminister verbrachte nur wenige Stunden in Osttimor. Der dabei unterzeichnete Kooperationspakt war noch unter der Regierung Alkatiris ausgehandelt und von seinen beiden Nachfolgern bis zur Gültigkeit vorbereitet worden. Der Vertrag beinhaltet den Rechtsrahmen für die technische und wirtschaftliche Zusammenarbeit beider Länder, wie zum Beispiel der Schutz von Investitionen, gegenseitige Förderung, die Zusammenarbeit im Handelsbereich und die Einsetzung gemeinsamer Ausschüsse. Osttimors Premierminister Estanislau da Silva erhoffte sich kuwaitische Unterstützung beim Ausbau des osttimoresischen Erdölsektors.
Aufgrund seiner Rolle während der Unruhen von 2006 war Innenminister Rogério Lobato zu siebeneinhalb Jahren Gefängnis verurteilt worden. Am 8. August 2007 erhielt Lobato aufgrund von gesundheitlichen Problemen die Erlaubnis, das Gefängnis zu medizinischen Untersuchung zu verlassen. Doch nach dieser fuhr er mit seiner Familie zum Flughafen von Dili und ging an Bord eines Learjets, den die Regierung Kuwaits zur Verfügung stellte. Am Tag darauf verließ Lobato Dili, wurde später in Malaysia operiert und lebte dann auf Bali. Aufgrund „guter Führung in der Haft“ wurde ihm 2010 die Strafe erlassen. Er hatte nur fünf Monate im Gefängnis verbracht.
Im Oktober 2008 besuchte Osttimors Premierminister Xanana Gusmão Kuwait für eine Woche. Zur Delegation gehörten auch Finanzministerin Emília Pires, Außenminister Zacarias da Costa und Infrastrukturminister Pedro Lay. Ein weiteres Abkommen für weitere Maßnahmen zur Zusammenarbeit und wirtschaftliche Entwicklung wurde unterzeichnet. Kuwait sollte dazu in den Aufbau der osttimorischen Infrastruktur investieren. Tor Osttimors zur Golfregion und der Arabischen Welt dienen.

## Diplomatie

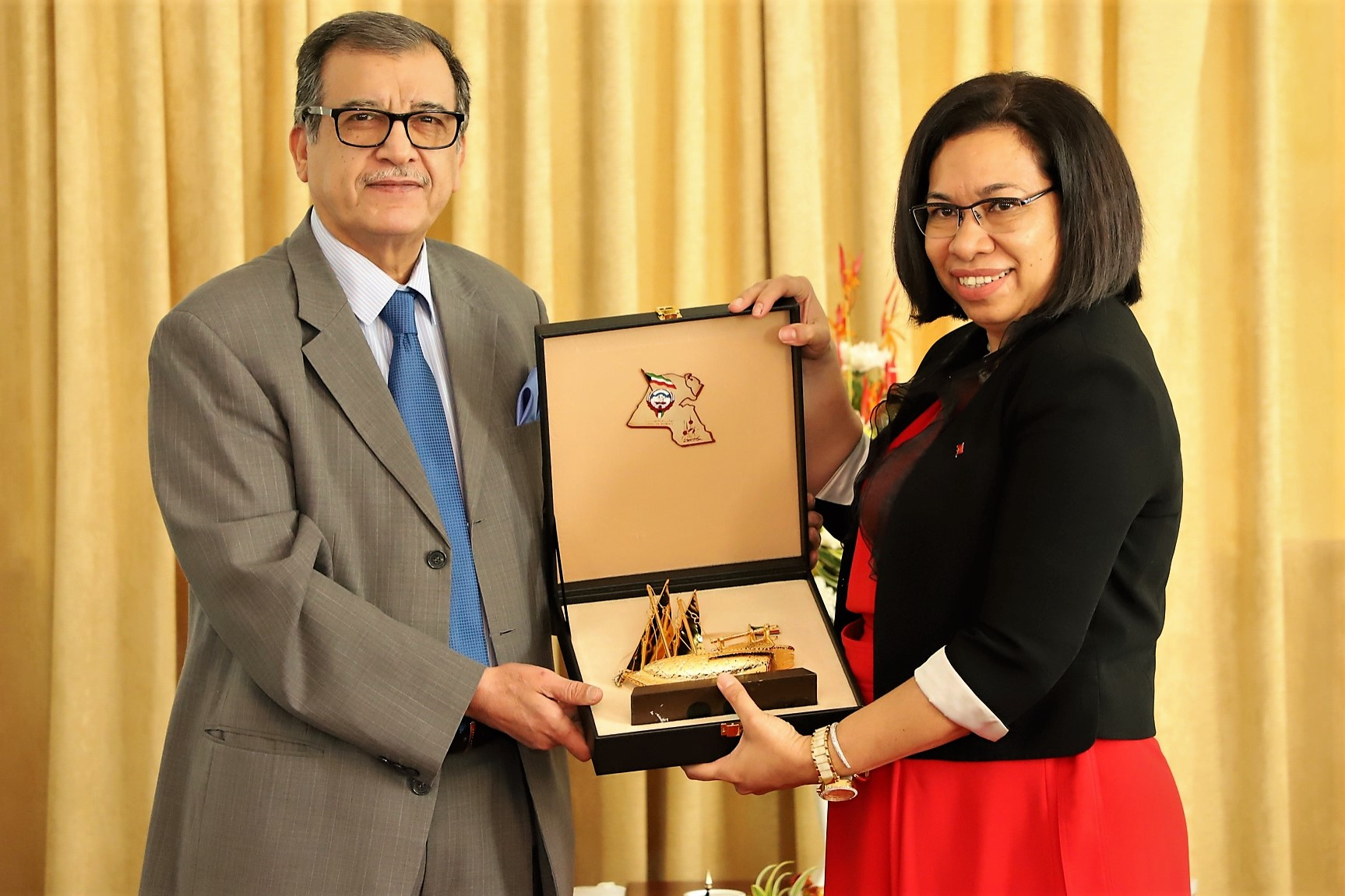
Kuwaits Botschafter Abdulwahab Abdullah Al-Sager und Osttimors Außenministerin Adaljíza Magno (2022)

Premierminister Nasir al-Muhammad al-Ahmad as-Sabah kündigte bei seinem Besuch 2007 den Bau einer kuwaitischen Botschaft in Dili an. Bisher blieb es bei der Ankündigung. Für Osttimor mitakkreditiert ist der kuwaitische Botschafter im indonesischen Jakarta.
Auch Osttimor hatte 2005 bereits Pläne in Kuwait seine erste Botschaft im Mittleren Osten zu eröffnen, Premierminister Alkatiri erklärte, man werde dies in Betracht ziehen, sobald man die richtige Person für den Posten hätte. Auch die Umsetzung dieser Pläne fand bisher nicht statt.

## Wirtschaft
Für 2018 gibt das Statistische Amt Osttimors keine Handelsbeziehungen zwischen Osttimor und Kuwait an.